# The Wuzzles
Os Wuzzles foi uma série de desenhos animados criada para a televisão. 

## Sinopse
Os Wuzzles são animais compostos por metade de um animal e metade de outro. Apenas treze episódios foram produzidos, fazendo dela a mais curta série de desenhos animados da Disney. 

## Interrupção
Mais episódios foram planejados, mas sua produção foi interrompida devido à morte de Bill Scott, que dublava a voz de Alçoca — no original americano, Moosel, junção de moose ("alce") e harp seal ("foca").

## Mistura de animais
Os principais personagens eram:
- Ursoleta = urso + borboleta;
- Abeleão = abelha + leão;
- Rinocaco = rinoceronte + macaco;
- Alçoca = alce + foca;
- Hipocó = hipopótamo + coelho;
- Eleru = elefante + canguru.

## Exibição em Televisão

### Exibição Original
A exibição ocorreu entre 14 de setembro de 1985 e 7 de dezembro de 1985 por meio da CBS, rede de tv americana.

### Exibição no Brasil
No Brasil, a série foi exibida na Rede Globo no final da década de 80 com dublagem brasileira.

### Exibição em Portugal
Em Portugal, a série foi exibida na RTP em 1986. Repetiu em Dezembro de 1987.   

## Curiosidade
O desenho foi estreado junto a Ursinhos Gummy. Ambas as séries animadas eram semelhantes por ter o mesmo padrão de animação.